# Andrei Prepeliță
Andrei Prepeliţă (Slatina, (Romania) el 8 de desembre de 1985) és un jugador de futbol romanès que juga com migcampista en el PFC Ludogorets Razgrad de Bulgària.